# Arthroleptis langeri
Espèce
Statut de conservation UICN

 EN  : En danger
Arthroleptis langeri est une espèce d'amphibiens de la famille des Arthroleptidae.

## Répartition
Cette espèce a été recensée au Liberia et en Guinée. Elle se rencontre vers 567 m d'altitude sur le mont Nimba.
Sa présence est incertaine en Côte d'Ivoire.

## Étymologie
Cette espèce est nommée en l'honneur de Detlev Langer.

## Publication originale
- (en) Mark-Oliver Rödel, Joseph Doumbia, Alex T. Johnson et Annika Hillers, « A new small Arthroleptis (Amphibia: Anura: Arthroleptidae) from the Liberian part of Mount Nimba, West Africa », Zootaxa, Magnolia Press (d), vol. 2302, no 1,‎ 2 décembre 2009, p. 19-30 (ISSN 1175-5334 et 1175-5326, OCLC 49030618, DOI 10.11646/ZOOTAXA.2302.1.2, lire en ligne).